# Ancuabe
Ancuabe – miasto w Mozambiku, w prowincji Cabo Delgado. W 1997 liczyło 12 561 mieszkańców.
Ancuabe znajduje się 1,9 km od Ntete, 3,4 km od Banjira i 2,7 km od Muero.